# Olympische Winterspiele 2018/Eishockey (Frauen)/Kader
Die Kader des olympischen Eishockeyturniers der Frauen 2018, das vom 10. bis zum 22. Februar 2018 im südkoreanischen Gangneung ausgetragen wurde, bestanden aus insgesamt 196 Spielerinnen in acht Mannschaften. Jedes Team nominierte ein Aufgebot von 23 Spielerinnen, das aus drei Torhüterinnen, sieben oder acht Verteidigerinnen und zwölf oder 13 Angreiferinnen bestand. Eine Ausnahme bildete das gesamtkoreanische Team, das aus insgesamt 23 süd- und zwölf nordkoreanischen Spielerinnen bestand.
Im Folgenden sind die Kader der Teams, nach Gruppen sortiert, ebenso aufgelistet wie der jeweilige Trainerstab und weitere Offizielle.

## Legende
| Allgemein   |                                                            |                                                            |                                                            |
| Nr.         | Trikotnummer der Spielerin                                 | Trikotnummer der Spielerin                                 | Trikotnummer der Spielerin                                 |
| Nat.        | Herkunftsland der Spielerin (beim gesamtkoreanischen Team) | Herkunftsland der Spielerin (beim gesamtkoreanischen Team) | Herkunftsland der Spielerin (beim gesamtkoreanischen Team) |
| Pos.        | Position der Spielerin                                     | F                                                          | Angreiferin                                                |
| Pos.        | Position der Spielerin                                     | D                                                          | Verteidigerin                                              |
| Team (Liga) | Vereinsmannschaft (und Liga) zu Beginn des Turniers        | Vereinsmannschaft (und Liga) zu Beginn des Turniers        | Vereinsmannschaft (und Liga) zu Beginn des Turniers        |

| Statistiken   |               |            |                           |
| Feldspielerin | Feldspielerin | Torhüterin | Torhüterin                |
| Sp            | Spiele        | S          | Siege                     |
| T             | Tore          | N          | Niederlagen               |
| V             | Vorlagen      | OTN        | Niederlagen nach Overtime |
| Pkt           | Scorerpunkte  | Min        | gespielte Minuten         |
| SM            | Strafminuten  | GT         | Gegentore                 |
| +/−           | Plus/Minus    | SO         | Shutouts                  |
|               |               | Sv%        | Fangquote                 |
|               |               | GTS        | Gegentorschnitt           |

## Gruppe A

### Finnland
Der finnische Kader für die Olympischen Winterspiele wurde am 22. Januar 2018 bekannt gegeben.
| Feldspielerinnen | Feldspielerinnen      | Feldspielerinnen | Feldspielerinnen | Feldspielerinnen | Feldspielerinnen | Feldspielerinnen | Feldspielerinnen | Feldspielerinnen | Feldspielerinnen | Feldspielerinnen                |
| Nr.              | Name                  | Pos.             | Geburtsdatum     | Sp               | T                | V                | Pkt              | SM               | +/−              | Team                            |
| ---------------- | --------------------- | ---------------- | ---------------- | ---------------- | ---------------- | ---------------- | ---------------- | ---------------- | ---------------- | ------------------------------- |
| 23               | Sanni Hakala          | F                | 31. Jan. 1997    | 6                | 1                | 0                | 1                | 0                | +1               | HV71 (SDHL)                     |
| 6                | Jenni Hiirikoski – C  | D                | 30. März 1987    | 6                | 0                | 2                | 2                | 2                | +2               | Luleå HF (SDHL)                 |
| 9                | Venla Hovi            | F                | 28. Okt. 1987    | 6                | 1                | 2                | 3                | 0                | +2               | University of Manitoba (CWUAA)  |
| 7                | Mira Jalosuo          | D                | 3. Feb. 1989     | 6                | 0                | 0                | 0                | 6                | ±0               | Oulun Kärpät (Naisten Liiga)    |
| 33               | Michelle Karvinen – A | F                | 27. März 1990    | 6                | 3                | 3                | 6                | 2                | −1               | Luleå HF (SDHL)                 |
| 4                | Rosa Lindstedt        | D                | 24. Jan. 1988    | 6                | 0                | 0                | 0                | 2                | −2               | HV71 (SDHL)                     |
| 19               | Petra Nieminen        | F                | 4. März 1999     | 6                | 3                | 2                | 5                | 0                | +2               | Team Kuortane (Naisten Liiga)   |
| 61               | Tanja Niskanen        | F                | 9. Apr. 1992     | 6                | 0                | 0                | 0                | 6                | ±0               | Kalevan Pallo (Naisten Liiga)   |
| 22               | Emma Nuutinen         | F                | 7. März 1996     | 6                | 1                | 1                | 2                | 0                | −3               | Mercyhurst University (CHA)     |
| 2                | Isa Rahunen           | D                | 16. Apr. 1993    | 6                | 0                | 2                | 2                | 6                | −3               | Oulun Kärpät (Naisten Liiga)    |
| 11               | Annina Rajahuhta      | F                | 8. März 1989     | 6                | 0                | 1                | 1                | 0                | ±0               | Kunlun Red Star (CWHL)          |
| 27               | Saila Saari           | F                | 1. Apr. 1989     | 6                | 0                | 0                | 0                | 0                | −1               | Oulun Kärpät (Naisten Liiga)    |
| 26               | Sara Säkkinen         | F                | 7. Apr. 1998     | 6                | 0                | 0                | 0                | 6                | ±0               | Team Kuortane (Naisten Liiga)   |
| 88               | Ronja Savolainen      | D                | 29. Apr. 1997    | 6                | 0                | 1                | 1                | 4                | ±0               | Luleå HF (SDHL)                 |
| 77               | Susanna Tapani        | F                | 2. März 1993     | 6                | 2                | 3                | 5                | 4                | ±0               | Rauman Lukko (Naisten Liiga)    |
| 24               | Noora Tulus           | F                | 15. Apr. 1995    | 6                | 0                | 2                | 2                | 0                | −1               | Luleå HF (SDHL)                 |
| 15               | Minnamari Tuominen    | D                | 26. Juni 1990    | 6                | 1                | 2                | 3                | 2                | +2               | Espoo Blues (Naisten Liiga)     |
| 13               | Riikka Välilä – A     | F                | 12. Jan. 1973    | 6                | 4                | 1                | 5                | 0                | −2               | HV71 (SDHL)                     |
| 10               | Linda Välimäki        | F                | 31. Mai 1990     | 6                | 1                | 2                | 3                | 4                | +2               | Tampereen Ilves (Naisten Liiga) |
| 8                | Ella Viitasuo         | D                | 27. Mai 1996     | 6                | 0                | 0                | 0                | 0                | +1               | Espoo Blues (Naisten Liiga)     |

| Torhüterinnen | Torhüterinnen    | Torhüterinnen | Torhüterinnen | Torhüterinnen | Torhüterinnen | Torhüterinnen | Torhüterinnen | Torhüterinnen | Torhüterinnen | Torhüterinnen | Torhüterinnen | Torhüterinnen                   |
| Nr.           | Name             | Geburtsdatum  | Sp            | S             | N             | OTN           | Min           | GT            | SO            | Sv%           | GTS           | Team                            |
| ------------- | ---------------- | ------------- | ------------- | ------------- | ------------- | ------------- | ------------- | ------------- | ------------- | ------------- | ------------- | ------------------------------- |
| 18            | Meeri Räisänen   | 2. Dez. 1989  | –             | –             | –             | –             | –             | –             | –             | –             | –             | HPK Hämeenlinna (Naisten Liiga) |
| 41            | Noora Räty       | 29. Mai 1989  | 6             | 3             | 3             | 0             | 355:25        | 16            | 0             | 91,06         | 2,70          | Kunlun Red Star (CWHL)          |
| 1             | Eveliina Suonpää | 12. Apr. 1995 | –             | –             | –             | –             | –             | –             | –             | –             | –             | Rauman Lukko (Naisten Liiga)    |

| Offizielle       | Offizielle | Offizielle    | Offizielle    |
| Funktion         | Nat.       | Name          | Geburtsdatum  |
| ---------------- | ---------- | ------------- | ------------- |
| Cheftrainer      | Finnland   | Pasi Mustonen | 11. Okt. 1960 |
| Assistenztrainer | Finnland   | Juuso Toivola | 17. März 1971 |

### Kanada
Der kanadische Olympiakader der Frauen wurde am 22. Dezember 2017 veröffentlicht.
| Feldspielerinnen | Feldspielerinnen        | Feldspielerinnen | Feldspielerinnen | Feldspielerinnen | Feldspielerinnen | Feldspielerinnen | Feldspielerinnen | Feldspielerinnen | Feldspielerinnen | Feldspielerinnen                       |
| Nr.              | Name                    | Pos.             | Geburtsdatum     | Sp               | T                | V                | Pkt              | SM               | +/−              | Team                                   |
| ---------------- | ----------------------- | ---------------- | ---------------- | ---------------- | ---------------- | ---------------- | ---------------- | ---------------- | ---------------- | -------------------------------------- |
| 2                | Meghan Agosta – A       | F                | 12. Feb. 1987    | 5                | 2                | 3                | 5                | 4                | +7               | Hockey Canada                          |
| 17               | Bailey Bram             | F                | 5. Sep. 1990     | 5                | 0                | 0                | 0                | 0                | ±0               | Calgary Inferno (CWHL)                 |
| 26               | Emily Clark             | F                | 28. Nov. 1995    | 5                | 1                | 0                | 1                | 4                | +3               | University of Wisconsin–Madison (WCHA) |
| 15               | Mélodie Daoust          | F                | 7. Jan. 1992     | 5                | 3                | 4                | 7                | 2                | +7               | Les Canadiennes de Montréal (CWHL)     |
| 14               | Renata Fast             | D                | 6. Okt. 1994     | 5                | 0                | 0                | 0                | 0                | +4               | Toronto Furies (CWHL)                  |
| 8                | Laura Fortino           | D                | 30. Jan. 1991    | 5                | 0                | 2                | 2                | 0                | +3               | Markham Thunder (CWHL)                 |
| 21               | Haley Irwin             | F                | 6. Juni 1988     | 5                | 2                | 1                | 3                | 0                | ±0               | Calgary Inferno (CWHL)                 |
| 19               | Brianne Jenner – A      | F                | 4. Mai 1991      | 5                | 0                | 2                | 2                | 0                | +2               | Calgary Inferno (CWHL)                 |
| 6                | Rebecca Johnston        | F                | 24. Sep. 1989    | 5                | 3                | 2                | 5                | 2                | +2               | Calgary Inferno (CWHL)                 |
| 4                | Brigette Lacquette      | D                | 10. Nov. 1992    | 5                | 0                | 1                | 1                | 2                | +3               | Calgary Inferno (CWHL)                 |
| 3                | Jocelyne Larocque – A   | D                | 19. Mai 1988     | 5                | 0                | 1                | 1                | 2                | +4               | Markham Thunder (CWHL)                 |
| 12               | Meaghan Mikkelson       | D                | 4. Jan. 1985     | 5                | 0                | 1                | 1                | 0                | +4               | Calgary Inferno (CWHL)                 |
| 20               | Sarah Nurse             | F                | 4. Jan. 1995     | 5                | 1                | 0                | 1                | 4                | ±0               | University of Wisconsin–Madison (WCHA) |
| 29               | Marie-Philip Poulin – C | F                | 28. März 1991    | 5                | 3                | 3                | 6                | 8                | +5               | Les Canadiennes de Montréal (CWHL)     |
| 5                | Lauriane Rougeau        | D                | 12. Apr. 1990    | 5                | 0                | 0                | 0                | 0                | +4               | Les Canadiennes de Montréal (CWHL)     |
| 11               | Jillian Saulnier        | F                | 7. März 1992     | 5                | 1                | 1                | 2                | 0                | +2               | Calgary Inferno (CWHL)                 |
| 24               | Natalie Spooner         | F                | 17. Okt. 1990    | 5                | 0                | 2                | 2                | 2                | +2               | Toronto Furies (CWHL)                  |
| 7                | Laura Stacey            | F                | 5. Mai 1994      | 5                | 0                | 1                | 1                | 0                | ±0               | Markham Thunder (CWHL)                 |
| 40               | Blayre Turnbull         | F                | 15. Juli 1993    | 5                | 0                | 3                | 3                | 0                | +1               | Calgary Inferno (CWHL)                 |
| 9                | Jennifer Wakefield      | F                | 15. Juni 1989    | 5                | 2                | 0                | 2                | 4                | +2               | Hockey Canada                          |

| Torhüterinnen | Torhüterinnen      | Torhüterinnen | Torhüterinnen | Torhüterinnen | Torhüterinnen | Torhüterinnen | Torhüterinnen | Torhüterinnen | Torhüterinnen | Torhüterinnen | Torhüterinnen | Torhüterinnen          |
| Nr.           | Name               | Geburtsdatum  | Sp            | S             | N             | OTN           | Min           | GT            | SO            | Sv%           | GTS           | Team                   |
| ------------- | ------------------ | ------------- | ------------- | ------------- | ------------- | ------------- | ------------- | ------------- | ------------- | ------------- | ------------- | ---------------------- |
| 35            | Ann-Renée Desbiens | 10. Apr. 1994 | 1             | 1             | 0             | 0             | 60:00         | 0             | 1             | 100,00        | 0,00          | Hockey Canada          |
| 31            | Geneviève Lacasse  | 5. Mai 1989   | 1             | 1             | 0             | 0             | 60:00         | 1             | 0             | 97,78         | 1,00          | Calgary Inferno (CWHL) |
| 1             | Shannon Szabados   | 6. Aug. 1986  | 3             | 2             | 0             | 1             | 200:00        | 4             | 1             | 94,94         | 1,20          | Hockey Canada          |

| Offizielle       | Offizielle | Offizielle         | Offizielle    |
| Funktion         | Nat.       | Name               | Geburtsdatum  |
| ---------------- | ---------- | ------------------ | ------------- |
| Cheftrainerin    | Kanada     | Laura Schuler      | 3. Dez. 1970  |
| Assistenztrainer | Kanada     | Dwayne Gylywoychuk | 27. Juli 1973 |
| Assistenztrainer | Kanada     | Troy Ryan          | 26. Jan. 1972 |

### Olympische Athleten aus Russland
Der Kader der Olympischen Athleten aus Russland wurde am 27. Januar 2018 veröffentlicht.
| Feldspielerinnen | Feldspielerinnen        | Feldspielerinnen | Feldspielerinnen | Feldspielerinnen | Feldspielerinnen | Feldspielerinnen | Feldspielerinnen | Feldspielerinnen | Feldspielerinnen | Feldspielerinnen                   |
| Nr.              | Name                    | Pos.             | Geburtsdatum     | Sp               | T                | V                | Pkt              | SM               | +/−              | Team                               |
| ---------------- | ----------------------- | ---------------- | ---------------- | ---------------- | ---------------- | ---------------- | ---------------- | ---------------- | ---------------- | ---------------------------------- |
| 22               | Marija Batalowa – A     | D                | 3. Mai 1996      | 6                | 0                | 1                | 1                | 10               | −1               | Tornado Moskowskaja Oblast (SchHL) |
| 10               | Ljudmila Beljakowa      | F                | 12. Aug. 1994    | 6                | 1                | 2                | 3                | 6                | −1               | Tornado Moskowskaja Oblast (SchHL) |
| 59               | Jelena Dergatschowa – A | F                | 8. Nov. 1995     | 6                | 1                | 1                | 2                | 4                | −1               | Tornado Moskowskaja Oblast (SchHL) |
| 94               | Jewgenija Djupina       | F                | 30. Juni 1994    | 6                | 0                | 0                | 0                | 4                | −5               | HK Dynamo Sankt Petersburg (SchHL) |
| 11               | Lijana Ganejewa         | D                | 20. Dez. 1997    | 6                | 1                | 0                | 1                | 2                | −2               | Arktik-Uniwersitet Uchta (SchHL)   |
| 2                | Angelina Gontscharenko  | D                | 23. Mai 1994     | 6                | 0                | 0                | 0                | 8                | −5               | Tornado Moskowskaja Oblast (SchHL) |
| 17               | Fanusa Kadirowa         | F                | 6. Apr. 1998     | 6                | 0                | 0                | 0                | 2                | −4               | Arktik-Uniwersitet Uchta (SchHL)   |
| 28               | Dijana Kanajewa         | F                | 27. März 1997    | 6                | 0                | 0                | 0                | 2                | −3               | HK Dynamo Sankt Petersburg (SchHL) |
| 73               | Wiktorija Kulischowa    | F                | 12. Aug. 1999    | 6                | 1                | 0                | 1                | 0                | −3               | SKIF Nischni Nowgorod (SchHL)      |
| 43               | Jekaterina Lichatschowa | F                | 24. Aug. 1998    | 4                | 0                | 0                | 0                | 0                | −1               | SKIF Nischni Nowgorod (SchHL)      |
| 12               | Jekaterina Lobowa       | D                | 25. Okt. 1998    | 6                | 0                | 0                | 0                | 8                | −5               | Birjussa Krasnojarsk (SchHL)       |
| 76               | Jekaterina Nikolajewa   | D                | 5. Okt. 1995     | 6                | 0                | 0                | 0                | 6                | −5               | HK Dynamo Sankt Petersburg (SchHL) |
| 15               | Walerija Pawlowa        | F                | 15. Apr. 1995    | 6                | 0                | 0                | 0                | 0                | −5               | Birjussa Krasnojarsk (SchHL)       |
| 13               | Nina Pirogowa           | D                | 26. Jan. 1999    | 6                | 0                | 0                | 0                | 4                | −4               | Tornado Moskowskaja Oblast (SchHL) |
| 97               | Anna Schochina          | F                | 23. Juni 1997    | 6                | 3                | 2                | 5                | 29               | −2               | Tornado Moskowskaja Oblast (SchHL) |
| 68               | Alewtina Schtarjowa     | F                | 9. Feb. 1997     | 6                | 0                | 1                | 1                | 0                | −2               | Tornado Moskowskaja Oblast (SchHL) |
| 88               | Jekaterina Smolina      | F                | 8. Okt. 1988     | 6                | 0                | 1                | 1                | 4                | −6               | HK Dynamo Sankt Petersburg (SchHL) |
| 18               | Olga Sossina – C        | F                | 27. Juli 1992    | 6                | 2                | 0                | 2                | 0                | −1               | Agidel Ufa (SchHL)                 |
| 44               | Aljona Starowoitowa     | F                | 22. Okt. 1999    | 6                | 0                | 0                | 0                | 0                | −1               | Tornado Moskowskaja Oblast (SchHL) |
| 34               | Swetlana Tkatschowa     | D                | 3. Nov. 1984     | 6                | 0                | 0                | 0                | 2                | −1               | Tornado Moskowskaja Oblast (SchHL) |

| Torhüterinnen | Torhüterinnen         | Torhüterinnen | Torhüterinnen | Torhüterinnen | Torhüterinnen | Torhüterinnen | Torhüterinnen | Torhüterinnen | Torhüterinnen | Torhüterinnen | Torhüterinnen | Torhüterinnen                      |
| Nr.           | Name                  | Geburtsdatum  | Sp            | S             | N             | OTN           | Min           | GT            | SO            | Sv%           | GTS           | Team                               |
| ------------- | --------------------- | ------------- | ------------- | ------------- | ------------- | ------------- | ------------- | ------------- | ------------- | ------------- | ------------- | ---------------------------------- |
| 31            | Nadeschda Alexandrowa | 3. Jan. 1986  | 2             | 0             | 0             | 0             | 26:46         | 1             | 0             | 96,15         | 2,24          | Tornado Moskowskaja Oblast (SchHL) |
| 92            | Nadeschda Morosowa    | 29. Nov. 1996 | 5             | 1             | 3             | 0             | 255:56        | 16            | 0             | 88,49         | 3,75          | Birjussa Krasnojarsk (SchHL)       |
| 1             | Walerija Tarakanowa   | 20. Juni 1998 | 2             | 0             | 2             | 0             | 77:08         | 8             | 0             | 86,21         | 6,22          | SKIF Nischni Nowgorod (SchHL)      |

| Offizielle       | Offizielle | Offizielle           | Offizielle    |
| Funktion         | Nat.       | Name                 | Geburtsdatum  |
| ---------------- | ---------- | -------------------- | ------------- |
| Cheftrainer      | Russland   | Alexei Tschistjakow  | 7. Apr. 1968  |
| Assistenztrainer | Russland   | Alexander Wedernikow | 13. Feb. 1970 |

### Vereinigte Staaten
Der olympische Kader der USA wurde am 1. Januar 2018 im Rahmen des NHL Winter Classic 2018 bekanntgegeben.
| Feldspielerinnen | Feldspielerinnen            | Feldspielerinnen | Feldspielerinnen | Feldspielerinnen | Feldspielerinnen | Feldspielerinnen | Feldspielerinnen | Feldspielerinnen | Feldspielerinnen | Feldspielerinnen               |
| Nr.              | Name                        | Pos.             | Geburtsdatum     | Sp               | T                | V                | Pkt              | SM               | +/−              | Team                           |
| ---------------- | --------------------------- | ---------------- | ---------------- | ---------------- | ---------------- | ---------------- | ---------------- | ---------------- | ---------------- | ------------------------------ |
| 3                | Cayla Barnes                | D                | 7. Jan. 1999     | 5                | 0                | 0                | 0                | 0                | +3               | Boston College (Hockey East)   |
| 22               | Kacey Bellamy – A           | D                | 22. Apr. 1987    | 5                | 1                | 0                | 1                | 0                | +3               | Boston Pride (NWHL)            |
| 20               | Hannah Brandt               | F                | 27. Nov. 1993    | 5                | 1                | 1                | 2                | 2                | ±0               | Minnesota Whitecaps            |
| 24               | Dani Cameranesi             | F                | 30. Juni 1995    | 5                | 3                | 2                | 5                | 0                | +1               | USA Hockey                     |
| 26               | Kendall Coyne               | F                | 25. Mai 1992     | 5                | 2                | 1                | 3                | 2                | +1               | Minnesota Whitecaps            |
| 14               | Brianna Decker – A          | F                | 13. Mai 1991     | 5                | 0                | 3                | 3                | 6                | +1               | Boston Pride (NWHL)            |
| 10               | Meghan Duggan – C           | F                | 3. Sep. 1987     | 5                | 0                | 2                | 2                | 0                | +1               | Boston Pride (NWHL)            |
| 6                | Kali Flanagan               | D                | 19. Sep. 1995    | 5                | 0                | 0                | 0                | 0                | ±0               | USA Hockey                     |
| 5                | Megan Keller                | D                | 1. Mai 1996      | 5                | 0                | 2                | 2                | 4                | +5               | Boston College (Hockey East)   |
| 28               | Amanda Kessel               | F                | 28. Aug. 1991    | 5                | 0                | 1                | 1                | 0                | +2               | Metropolitan Riveters (NWHL)   |
| 21               | Hilary Knight               | F                | 12. Juli 1989    | 5                | 2                | 1                | 3                | 4                | ±0               | Boston Pride (NWHL)            |
| 17               | Jocelyne Lamoureux-Davidson | F                | 3. Juli 1989     | 5                | 4                | 1                | 5                | 0                | +3               | Minnesota Whitecaps            |
| 7                | Monique Lamoureux-Morando   | F                | 3. Juli 1989     | 5                | 2                | 1                | 3                | 6                | +4               | Minnesota Whitecaps            |
| 19               | Gigi Marvin                 | D                | 7. März 1987     | 5                | 2                | 1                | 3                | 0                | +4               | Boston Pride (NWHL)            |
| 23               | Sidney Morin                | D                | 6. Juni 1995     | 5                | 0                | 2                | 2                | 2                | −2               | MODO Hockey (SDHL)             |
| 12               | Kelly Pannek                | F                | 29. Dez. 1995    | 5                | 0                | 2                | 2                | 0                | +2               | University of Minnesota (WCHA) |
| 37               | Amanda Pelkey               | F                | 29. Mai 1993     | 5                | 0                | 2                | 2                | 2                | +2               | Boston Pride (NWHL)            |
| 8                | Emily Pfalzer               | D                | 14. Juni 1993    | 5                | 0                | 0                | 0                | 0                | +5               | Buffalo Beauts (NWHL)          |
| 11               | Haley Skarupa               | F                | 3. Jan. 1994     | 5                | 0                | 0                | 0                | 0                | ±0               | Boston Pride (NWHL)            |
| 2                | Lee Stecklein               | D                | 23. Apr. 1994    | 5                | 0                | 0                | 0                | 2                | ±0               | USA Hockey                     |

| Torhüterinnen | Torhüterinnen  | Torhüterinnen | Torhüterinnen | Torhüterinnen | Torhüterinnen | Torhüterinnen | Torhüterinnen | Torhüterinnen | Torhüterinnen | Torhüterinnen | Torhüterinnen | Torhüterinnen                         |
| Nr.           | Name           | Geburtsdatum  | Sp            | S             | N             | OTN           | Min           | GT            | SO            | Sv%           | GTS           | Team                                  |
| ------------- | -------------- | ------------- | ------------- | ------------- | ------------- | ------------- | ------------- | ------------- | ------------- | ------------- | ------------- | ------------------------------------- |
| 29            | Nicole Hensley | 23. Juni 1994 | 1             | 1             | 0             | 0             | 60:00         | 0             | 1             | 100,00        | 0,00          | USA Hockey                            |
| 33            | Alex Rigsby    | 3. Jan. 1992  | –             | –             | –             | –             | –             | –             | –             | –             | –             | Minnesota Whitecaps                   |
| 35            | Maddie Rooney  | 7. Juli 1997  | 4             | 3             | 1             | 0             | 258:56        | 5             | 1             | 94,57         | 1,16          | University of Minnesota Duluth (WCHA) |

| Offizielle          | Offizielle         | Offizielle   | Offizielle    |
| Funktion            | Nat.               | Name         | Geburtsdatum  |
| ------------------- | ------------------ | ------------ | ------------- |
| Cheftrainer         | Vereinigte Staaten | Robb Stauber | 25. Nov. 1967 |
| Assistenztrainer    | Vereinigte Staaten | Paul Mara    | 7. Sep. 1979  |
| Assistenztrainer    | Vereinigte Staaten | Brett Strot  | 11. Juli 1967 |
| Mannschaftsführerin | Vereinigte Staaten | Reagan Carey | 17. Juli 1978 |

## Gruppe B

### Japan
| Feldspielerinnen | Feldspielerinnen     | Feldspielerinnen | Feldspielerinnen | Feldspielerinnen | Feldspielerinnen | Feldspielerinnen | Feldspielerinnen | Feldspielerinnen | Feldspielerinnen | Feldspielerinnen              |
| Nr.              | Name                 | Pos.             | Geburtsdatum     | Sp               | T                | V                | Pkt              | SM               | +/−              | Team                          |
| ---------------- | -------------------- | ---------------- | ---------------- | ---------------- | ---------------- | ---------------- | ---------------- | ---------------- | ---------------- | ----------------------------- |
| 11               | Yurie Adachi         | F                | 26. Apr. 1995    | 5                | 0                | 0                | 0                | 0                | −2               | Seibu Princess Rabbits (JWHL) |
| 13               | Moeko Fujimoto       | F                | 5. Aug. 1992     | 5                | 0                | 0                | 0                | 2                | −2               | Toyota Cygnus (JWHL)          |
| 7                | Mika Hori            | D                | 17. Feb. 1992    | 5                | 0                | 1                | 1                | 0                | +1               | Toyota Cygnus (JWHL)          |
| 8                | Akane Hosoyamada – A | D                | 9. März 1992     | 5                | 0                | 1                | 1                | 2                | ±0               | DK Peregrine (JWHL)           |
| 22               | Tomomi Iwahara       | F                | 19. Dez. 1997    | 5                | 0                | 0                | 0                | 2                | ±0               | Seibu Princess Rabbits (JWHL) |
| 2                | Shiori Koike         | D                | 21. März 1993    | 5                | 2                | 1                | 3                | 0                | ±0               | DK Peregrine (JWHL)           |
| 21               | Hanae Kubo           | F                | 10. Dez. 1992    | 5                | 2                | 1                | 3                | 6                | +1               | Seibu Princess Rabbits (JWHL) |
| 23               | Ami Nakamura         | F                | 15. Nov. 1997    | 5                | 0                | 0                | 0                | 0                | −1               | Seibu Princess Rabbits (JWHL) |
| 27               | Shōko Ono            | F                | 5. Sep. 1991     | 5                | 2                | 1                | 3                | 6                | +1               | FTS Mikage Gretz (JWHL)       |
| 12               | Chiho Ōsawa – C      | F                | 10. Feb. 1992    | 5                | 0                | 1                | 1                | 0                | +2               | DK Peregrine (JWHL)           |
| 28               | Aoi Shiga            | D                | 4. Juli 1999     | 5                | 0                | 0                | 0                | 0                | ±0               | Obihiro Ladies (JWHL)         |
| 19               | Miho Shishiuchi      | F                | 21. Aug. 1992    | 5                | 0                | 1                | 1                | 0                | −2               | Toyota Cygnus (JWHL)          |
| 6                | Sena Suzuki – A      | D                | 4. Aug. 1991     | 5                | 0                | 0                | 0                | 0                | ±0               | Seibu Princess Rabbits (JWHL) |
| 18               | Suzuka Taka          | F                | 16. Okt. 1996    | 5                | 0                | 0                | 0                | 0                | ±0               | DK Peregrine (JWHL)           |
| 9                | Aina Takeuchi        | D                | 16. Aug. 1991    | 5                | 0                | 0                | 0                | 4                | +2               | Daishin (JWHL)                |
| 16               | Naho Terashima       | F                | 2. Mai 1993      | 5                | 0                | 0                | 0                | 2                | −1               | Daishin (JWHL)                |
| 4                | Ayaka Toko           | D                | 22. Aug. 1994    | 5                | 1                | 0                | 1                | 2                | −2               | Seibu Princess Rabbits (JWHL) |
| 14               | Haruka Toko          | F                | 16. März 1997    | 5                | 0                | 2                | 2                | 0                | +1               | Seibu Princess Rabbits (JWHL) |
| 15               | Rui Ukita            | F                | 6. Juni 1996     | 4                | 2                | 1                | 3                | 0                | +2               | Daishin (JWHL)                |
| 10               | Haruna Yoneyama      | F                | 7. Nov. 1991     | 5                | 0                | 2                | 2                | 6                | +1               | DK Peregrine (JWHL)           |

| Torhüterinnen | Torhüterinnen | Torhüterinnen | Torhüterinnen | Torhüterinnen | Torhüterinnen | Torhüterinnen | Torhüterinnen | Torhüterinnen | Torhüterinnen | Torhüterinnen | Torhüterinnen | Torhüterinnen                 |
| Nr.           | Name          | Geburtsdatum  | Sp            | S             | N             | OTN           | Min           | GT            | SO            | Sv%           | GTS           | Team                          |
| ------------- | ------------- | ------------- | ------------- | ------------- | ------------- | ------------- | ------------- | ------------- | ------------- | ------------- | ------------- | ----------------------------- |
| 1             | Nana Fujimoto | 3. März 1989  | 4             | 1             | 3             | 0             | 236:30        | 7             | 0             | 91,95         | 1,78          | Vortex Sapporo (JWHL)         |
| 29            | Mai Kondō     | 4. Apr. 1992  | –             | –             | –             | –             | –             | –             | –             | –             | –             | FTS Mikage Gretz (JWHL)       |
| 30            | Akane Konishi | 14. Aug. 1995 | 1             | 1             | 0             | 0             | 60:00         | 1             | 0             | 92,31         | 1,00          | Seibu Princess Rabbits (JWHL) |

| Offizielle       | Offizielle | Offizielle       | Offizielle    |
| Funktion         | Nat.       | Name             | Geburtsdatum  |
| ---------------- | ---------- | ---------------- | ------------- |
| Cheftrainer      | Japan      | Takeshi Yamanaka | 30. Jan. 1971 |
| Assistenztrainer | Japan      | Masahito Haruna  | 16. Juli 1973 |
| Assistenztrainer | Japan      | Yuji Iizuka      | 17. Mai 1974  |
| Team-Manager     | Japan      | Taeko Hosoya     | 5. Aug. 1961  |

### Korea
| Feldspielerinnen | Feldspielerinnen | Feldspielerinnen   | Feldspielerinnen | Feldspielerinnen | Feldspielerinnen | Feldspielerinnen | Feldspielerinnen | Feldspielerinnen | Feldspielerinnen | Feldspielerinnen | Feldspielerinnen                       |
| Nr.              | Nat.             | Name               | Pos.             | Geburtsdatum     | Sp               | T                | V                | Pkt              | SM               | +/−              | Team                                   |
| ---------------- | ---------------- | ------------------ | ---------------- | ---------------- | ---------------- | ---------------- | ---------------- | ---------------- | ---------------- | ---------------- | -------------------------------------- |
| 24               | Korea Sud        | Cho Mi-hwan        | D                | 30. März 1995    | 2                | 0                | 0                | 0                | 0                | −5               | Ice Avengers (KWHL)                    |
| 47               | Korea Nord       | Choe Jong-hui      | D                | 12. Dez. 1991    | −                | −                | −                | −                | −                | –                | Kimchaek (Nordkorean. Meisterschaft)   |
| 33               | Korea Nord       | Choe Un-gyong      | F                | 29. Jan. 1994    | −                | −                | −                | −                | −                | –                | Susan (Nordkorean. Meisterschaft)      |
| 10               | Korea Sud        | Choi Ji-yeon       | F                | 21. Aug. 1998    | 5                | 0                | 0                | 0                | 0                | −9               | Ice Avengers (KWHL)                    |
| 6                | Korea Sud        | Choi Yu-jung       | F                | 27. März 2000    | 5                | 0                | 0                | 0                | 2                | −8               | Ice Beat (KWHL)                        |
| 3                | Korea Sud        | Eom Su-yeon        | D                | 1. Feb. 2001     | 5                | 0                | 0                | 0                | 0                | −3               | Ice Avengers (KWHL)                    |
| 37               | Korea Sud        | Randi Griffin      | F                | 2. Sep. 1988     | 5                | 1                | 0                | 1                | 8                | −5               | Phoenix (KWHL)                         |
| 17               | Korea Sud        | Han Soo-jin        | F                | 22. Sep. 1987    | 5                | 1                | 0                | 1                | 0                | −6               | Ice Beat (KWHL)                        |
| 39               | Korea Nord       | Hwang Chung-gum    | F                | 11. Sep. 1995    | 4                | 0                | 0                | 0                | 0                | −7               | Taesongsan (Nordkorean. Meisterschaft) |
| 41               | Korea Nord       | Hwang Sol-gyong    | D                | 9. Jan. 1997     | –                | –                | –                | –                | –                | –                | Jangjasan (Nordkorean. Meisterschaft)  |
| 7                | Korea Sud        | Danelle Im         | F                | 21. Jan. 1993    | 5                | 0                | 0                | 0                | 0                | −5               | Phoenix (KWHL)                         |
| 32               | Korea Nord       | Jin Ok             | D                | 28. Jan. 1990    | 1                | 0                | 0                | 0                | 0                | ±0               | Kanggye (Nordkorean. Meisterschaft)    |
| 16               | Korea Sud        | Jo Su-sie – A      | F                | 9. Sep. 1994     | 5                | 0                | 0                | 0                | 2                | −2               | Ice Beat (KWHL)                        |
| 27               | Korea Nord       | Jong Su-hyon       | F                | 10. Okt. 1996    | 2                | 0                | 0                | 0                | 0                | −3               | Taesongsan (Nordkorean. Meisterschaft) |
| 22               | Korea Sud        | Jung Si-yun        | F                | 8. Sep. 2000     | 1                | 0                | 0                | 0                | 0                | ±0               | Ice Avengers (KWHL)                    |
| 12               | Korea Sud        | Kim Hee-won        | F                | 1. Aug. 2001     | 5                | 0                | 0                | 0                | 4                | −3               | Ice Avengers (KWHL)                    |
| 26               | Korea Nord       | Kim Hyang-mi       | F                | 10. Feb. 1995    | 3                | 0                | 0                | 0                | 0                | ±0               | Taesongsan (Nordkorean. Meisterschaft) |
| 8                | Korea Sud        | Kim Se-lin         | D                | 3. Apr. 2000     | 5                | 0                | 0                | 0                | 2                | −8               | Ice Avengers (KWHL)                    |
| 4                | Korea Nord       | Kim Un-hyang       | F                | 10. Dez. 1992    | 5                | 0                | 0                | 0                | 2                | −5               | Kanggye (Nordkorean. Meisterschaft)    |
| 18               | Korea Nord       | Kim Un-jong        | F                | 28. Okt. 1992    | –                | –                | –                | –                | –                | –                | Tansongsan (Nordkorean. Meisterschaft) |
| 2                | Korea Sud        | Ko Hae-in          | F                | 18. Juli 1994    | 5                | 0                | 0                | 0                | 0                | −1               | Ice Avengers (KWHL)                    |
| 13               | Korea Sud        | Lee Eun-ji         | F                | 8. März 2001     | –                | –                | –                | –                | –                | –                | Phoenix (KWHL)                         |
| 29               | Korea Sud        | Lee Jin-gyu        | F                | 13. Jan. 2000    | 5                | 0                | 0                | 0                | 2                | −8               | Phoenix (KWHL)                         |
| 21               | Korea Sud        | Lee Yeon-jeong     | F                | 2. Nov. 1994     | 1                | 0                | 0                | 0                | 0                | ±0               | Ice Beat (KWHL)                        |
| 5                | Korea Sud        | Caroline Park      | F                | 18. Nov. 1989    | 5                | 0                | 0                | 0                | 0                | −1               | Phoenix (KWHL)                         |
| 15               | Korea Sud        | Park Chae-lin      | D                | 17. Dez. 1998    | 5                | 0                | 0                | 0                | 0                | −5               | Ice Beat (KWHL)                        |
| 9                | Korea Sud        | Park Jong-ah – C   | F                | 13. Juni 1996    | 5                | 0                | 1                | 1                | 6                | −9               | Ice Beat (KWHL)                        |
| 11               | Korea Sud        | Park Ye-eun        | D                | 28. Mai 1996     | 5                | 0                | 0                | 0                | 2                | −6               | Ice Beat (KWHL)                        |
| 23               | Korea Sud        | Park Yoon-jung – A | D                | 18. Dez. 1992    | 5                | 0                | 1                | 1                | 0                | −7               | Phoenix (KWHL)                         |
| 14               | Korea Nord       | Ryo Song-hui       | F                | 15. Jan. 1994    | 1                | 0                | 0                | 0                | 0                | ±0               | Taesongsan (Nordkorean. Meisterschaft) |
| 42               | Korea Nord       | Ryu Su-jong        | D                | 24. Juli 1995    | –                | –                | –                | –                | –                | –                | Kimchaek (Nordkorean. Meisterschaft)   |

| Torhüterinnen | Torhüterinnen | Torhüterinnen | Torhüterinnen | Torhüterinnen | Torhüterinnen | Torhüterinnen | Torhüterinnen | Torhüterinnen | Torhüterinnen | Torhüterinnen | Torhüterinnen | Torhüterinnen | Torhüterinnen                        |
| Nr.           | Nat.          | Name          | Geburtsdatum  | Sp            | S             | N             | OTN           | Min           | GT            | SO            | Sv%           | GTS           | Team                                 |
| ------------- | ------------- | ------------- | ------------- | ------------- | ------------- | ------------- | ------------- | ------------- | ------------- | ------------- | ------------- | ------------- | ------------------------------------ |
| 20            | Korea Sud     | Han Do-hee    | 16. Nov. 1994 | 1             | 0             | 0             | 0             | 2:59          | 1             | 0             | 50,00         | 20,11         | Ice Avengers (KWHL)                  |
| 1             | Korea Sud     | Genny Knowles | 25. Apr. 2000 | –             | –             | –             | –             | –             | –             | –             | –             | –             | Phoenix (KWHL)                       |
| 25            | Korea Nord    | Ri Pom        | 28. Mai 1995  | –             | –             | –             | –             | –             | –             | –             | –             | –             | Sajabong (Nordkorean. Meisterschaft) |
| 31            | Korea Sud     | Shin So-jung  | 4. März 1990  | 5             | 0             | 5             | 0             | 295:10        | 26            | 0             | 88,98         | 5,29          | Ice Beat (KWHL)                      |

| Offizielle         | Offizielle         | Offizielle    | Offizielle    |
| Funktion           | Nat.               | Name          | Geburtsdatum  |
| ------------------ | ------------------ | ------------- | ------------- |
| Cheftrainerin      | Kanada             | Sarah Murray  | 28. Apr. 1988 |
| Assistenztrainerin | Vereinigte Staaten | Rebecca Baker | 21. Sep. 1990 |
| Assistenztrainerin | Korea Sud          | Kim Do-yun    | 18. Sep. 1980 |
| Assistenztrainerin | Korea Nord         | Pak Chol-ho   | 9. Juni 1969  |
| General Managerin  | Korea Sud          | Lee Ji-yoon   | 19. Mai 1986  |

### Schweden
| Feldspielerinnen | Feldspielerinnen     | Feldspielerinnen | Feldspielerinnen | Feldspielerinnen | Feldspielerinnen | Feldspielerinnen | Feldspielerinnen | Feldspielerinnen | Feldspielerinnen | Feldspielerinnen      |
| Nr.              | Name                 | Pos.             | Geburtsdatum     | Sp               | T                | V                | Pkt              | SM               | +/−              | Team                  |
| ---------------- | -------------------- | ---------------- | ---------------- | ---------------- | ---------------- | ---------------- | ---------------- | ---------------- | ---------------- | --------------------- |
| 2                | Emmy Alasalmi        | D                | 17. Jan. 1994    | 6                | 1                | 2                | 3                | 0                | +1               | AIK Solna (SDHL)      |
| 18               | Anna Borgqvist – A   | F                | 11. Juni 1992    | 6                | 1                | 2                | 3                | 6                | +1               | Brynäs IF (SDHL)      |
| 29               | Olivia Carlsson      | F                | 2. März 1995     | 6                | 0                | 1                | 1                | 4                | +1               | MODO Hockey (SDHL)    |
| 5                | Johanna Fällman      | D                | 21. Juni 1990    | 6                | 1                | 0                | 1                | 10               | ±0               | Luleå HF (SDHL)       |
| 24               | Erika Grahm          | F                | 26. Jan. 1991    | 6                | 1                | 4                | 5                | 6                | +6               | MODO Hockey (SDHL)    |
| 6                | Sara Hjalmarsson     | F                | 8. Feb. 1998     | 6                | 1                | 2                | 3                | 0                | +5               | AIK Solna (SDHL)      |
| 15               | Lisa Johansson       | F                | 11. Apr. 1992    | 6                | 2                | 2                | 4                | 2                | +2               | AIK Solna (SDHL)      |
| 14               | Sabina Küller        | F                | 22. Sep. 1994    | 6                | 1                | 2                | 3                | 4                | +2               | AIK Solna (SDHL)      |
| 19               | Maria Lindh          | F                | 29. Sep. 1993    | 6                | 0                | 1                | 1                | 2                | ±0               | Djurgårdens IF (SDHL) |
| 13               | Elin Lundberg        | D                | 15. Mai 1993     | 6                | 1                | 2                | 3                | 2                | +4               | Leksands IF (SDHL)    |
| 27               | Emma Nordin          | F                | 22. März 1991    | 6                | 2                | 2                | 4                | 0                | +2               | Luleå HF (SDHL)       |
| 12               | Maja Nylén Persson   | D                | 20. Nov. 2000    | 6                | 1                | 3                | 4                | 0                | +1               | Leksands IF (SDHL)    |
| 7                | Johanna Olofsson     | D                | 13. Juli 1991    | 6                | 0                | 0                | 0                | 4                | +1               | MODO Hockey (SDHL)    |
| 26               | Hanna Olsson         | F                | 20. Jan. 1999    | 6                | 0                | 1                | 1                | 0                | −1               | Djurgårdens IF (SDHL) |
| 10               | Emilia Ramboldt – C  | D                | 31. Aug. 1988    | 6                | 0                | 0                | 0                | 2                | +1               | Linköping HC (SDHL)   |
| 20               | Fanny Rask           | F                | 21. Mai 1991     | 6                | 2                | 4                | 6                | 0                | +4               | HV71 (SDHL)           |
| 23               | Rebecca Stenberg     | F                | 18. Sep. 1992    | 6                | 2                | 0                | 2                | 0                | −2               | Luleå HF (SDHL)       |
| 8                | Annie Svedin         | D                | 12. Okt. 1991    | 6                | 1                | 1                | 2                | 6                | +8               | MODO Hockey (SDHL)    |
| 21               | Erica Udén Johansson | F                | 20. Juli 1989    | 6                | 1                | 1                | 2                | 2                | +1               | Brynäs IF (SDHL)      |
| 16               | Pernilla Winberg – A | F                | 24. Feb. 1989    | 6                | 2                | 1                | 3                | 2                | +2               | Linköping HC (SDHL)   |

| Torhüterinnen | Torhüterinnen  | Torhüterinnen | Torhüterinnen | Torhüterinnen | Torhüterinnen | Torhüterinnen | Torhüterinnen | Torhüterinnen | Torhüterinnen | Torhüterinnen | Torhüterinnen | Torhüterinnen      |
| Nr.           | Name           | Geburtsdatum  | Sp            | S             | N             | OTN           | Min           | GT            | SO            | Sv%           | GTS           | Team               |
| ------------- | -------------- | ------------- | ------------- | ------------- | ------------- | ------------- | ------------- | ------------- | ------------- | ------------- | ------------- | ------------------ |
| 35            | Sarah Berglind | 10. Feb. 1996 | 2             | 0             | 0             | 0             | 68:49         | 4             | 0             | 85,71         | 3,49          | MODO Hockey (SDHL) |
| 1             | Sara Grahn     | 25. Sep. 1988 | 5             | 2             | 3             | 0             | 262:14        | 8             | 1             | 94,48         | 1,83          | Brynäs IF (SDHL)   |
| 30            | Minatsu Murase | 23. Juni 1995 | 1             | 1             | 0             | 0             | 31:11         | 1             | 0             | 87,50         | 1,92          | AIK Solna (SDHL)   |

| Offizielle          | Offizielle | Offizielle          | Offizielle    |
| Funktion            | Nat.       | Name                | Geburtsdatum  |
| ------------------- | ---------- | ------------------- | ------------- |
| Cheftrainer         | Schweden   | Leif Boork          | 3. Juli 1949  |
| Assistenztrainerin  | Schweden   | Alexandra Cipparone | 28. Aug. 1985 |
| Assistenztrainer    | Kanada     | Jared Cipparone     | 14. Feb. 1986 |
| Mannschaftsführerin | Schweden   | Sara Arnestål       | 30. Dez. 1982 |

### Schweiz
| Feldspielerinnen | Feldspielerinnen    | Feldspielerinnen | Feldspielerinnen | Feldspielerinnen | Feldspielerinnen | Feldspielerinnen | Feldspielerinnen | Feldspielerinnen | Feldspielerinnen | Feldspielerinnen          |
| Nr.              | Name                | Pos.             | Geburtsdatum     | Sp               | T                | V                | Pkt              | SM               | +/−              | Team                      |
| ---------------- | ------------------- | ---------------- | ---------------- | ---------------- | ---------------- | ---------------- | ---------------- | ---------------- | ---------------- | ------------------------- |
| 18               | Tess Allemann       | F                | 7. Apr. 1998     | 6                | 0                | 0                | 0                | 0                | ±0               | EV Bomo Thun (SWHL A)     |
| 22               | Livia Altmann – C   | D                | 13. Dez. 1994    | 6                | 0                | 1                | 1                | 2                | +2               | Colgate University (ECAC) |
| 21               | Laura Benz          | D                | 25. Aug. 1992    | 6                | 2                | 3                | 5                | 2                | +6               | ZSC Lions Frauen (SWHL A) |
| 13               | Sara Benz           | F                | 25. Aug. 1992    | 6                | 0                | 2                | 2                | 6                | ±0               | ZSC Lions Frauen (SWHL A) |
| 23               | Nicole Bullo        | D                | 18. Juli 1987    | 6                | 0                | 1                | 1                | 2                | ±0               | HC Lugano (SWHL A)        |
| 3                | Sarah Forster       | F                | 19. Mai 1993     | 6                | 0                | 0                | 0                | 2                | ±0               | EV Bomo Thun (SWHL A)     |
| 8                | Nicole Gass         | D                | 18. Aug. 1993    | 6                | 0                | 0                | 0                | 2                | +8               | ZSC Lions Frauen (SWHL A) |
| 19               | Christine Meier     | D                | 12. Feb. 1986    | 6                | 0                | 8                | 8                | 0                | +4               | ZSC Lions Frauen (SWHL A) |
| 25               | Alina Müller        | F                | 12. März 1998    | 6                | 7                | 3                | 10               | 4                | +5               | ZSC Lions Frauen (SWHL A) |
| 14               | Evelina Raselli – A | F                | 3. Mai 1992      | 6                | 2                | 2                | 4                | 2                | ±0               | HC Lugano (SWHL A)        |
| 12               | Lisa Rüedi          | F                | 3. Nov. 2000     | 6                | 0                | 1                | 1                | 0                | ±0               | GCK Lions (SWHL B)        |
| 26               | Dominique Rüegg     | F                | 5. Feb. 1996     | 6                | 0                | 2                | 2                | 2                | +2               | ZSC Lions Frauen (SWHL A) |
| 9                | Shannon Sigrist     | D                | 20. Apr. 1999    | 6                | 0                | 0                | 0                | 2                | ±0               | ZSC Lions Frauen (SWHL A) |
| 7                | Lara Stalder – A    | F                | 15. Mai 1994     | 6                | 3                | 1                | 4                | 2                | ±0               | Linköping HC (SDHL)       |
| 88               | Phoebe Stänz        | F                | 7. Jan. 1994     | 6                | 3                | 3                | 6                | 4                | +3               | SDE HF (SDHL)             |
| 24               | Isabel Waidacher    | F                | 25. Juli 1994    | 6                | 0                | 0                | 0                | 2                | −1               | ZSC Lions Frauen (SWHL A) |
| 15               | Monika Waidacher    | F                | 9. Juli 1990     | 6                | 0                | 0                | 0                | 0                | ±0               | ZSC Lions Frauen (SWHL A) |
| 16               | Nina Waidacher      | F                | 23. Aug. 1995    | 6                | 0                | 0                | 0                | 4                | −1               | ZSC Lions Frauen (SWHL A) |
| 27               | Stefanie Wetli      | D                | 4. Feb. 2000     | 6                | 0                | 0                | 0                | 0                | ±0               | SC Weinfelden (SWHL A)    |
| 11               | Sabrina Zollinger   | D                | 27. März 1993    | 6                | 1                | 0                | 1                | 6                | ±0               | HV71 (SDHL)               |

| Torhüterinnen | Torhüterinnen      | Torhüterinnen | Torhüterinnen | Torhüterinnen | Torhüterinnen | Torhüterinnen | Torhüterinnen | Torhüterinnen | Torhüterinnen | Torhüterinnen | Torhüterinnen | Torhüterinnen                     |
| Nr.           | Name               | Geburtsdatum  | Sp            | S             | N             | OTN           | Min           | GT            | SO            | Sv%           | GTS           | Team                              |
| ------------- | ------------------ | ------------- | ------------- | ------------- | ------------- | ------------- | ------------- | ------------- | ------------- | ------------- | ------------- | --------------------------------- |
| 1             | Janine Alder       | 5. Juli 1995  | 1             | 1             | 0             | 0             | 60:00         | 0             | 1             | 100,00        | 0,00          | St. Cloud State University (WCHA) |
| 31            | Andrea Brändli     | 5. Juni 1997  | –             | –             | –             | –             | –             | –             | –             | –             | –             | EHC Schaffhausen (SWHL C)         |
| 41            | Florence Schelling | 9. März 1989  | 5             | 4             | 1             | 0             | 298:19        | 7             | 2             | 94,17         | 1,41          | Linköping HC (SDHL)               |

| Offizielle         | Offizielle | Offizielle       | Offizielle    |
| Funktion           | Nat.       | Name             | Geburtsdatum  |
| ------------------ | ---------- | ---------------- | ------------- |
| Cheftrainerin      | Schweiz    | Daniela Diaz     | 16. Juni 1982 |
| Assistenztrainerin | Schweiz    | Angela Frautschi | 5. Juni 1987  |
| Assistenztrainer   | Kanada     | Steve Huard      | 8. Aug. 1978  |
| General Manager    | Schweiz    | Raeto Raffainer  | 1. Jan. 1982  |